# DJ 쿨 허크
클라이브 캠벨(Clive Campbell, 1955년 4월 16일 ~ )은 DJ 쿨 허크(DJ Kool Herc)라는 이름으로 잘 알려진 미국의 디스크자키이다.